# Európai angolna
Az európai angolna (Anguilla anguilla) Nyugat- és Közép-Európa északi részén őshonos, telepítés révén azonban már Európa szinte minden országában jelen van. A csontos halakon belül a sugarasúszójú halak (Actinopterygii) alosztályába, azon belül az angolnaalakúak (Anguilliformes) rendjébe tartozik. Az angolnafélékhez tartozó tizennyolc rokonával együtt alkotja az Anguilla nemet, amely az angolnafélék (Anguillidae) családjának egyetlen tagja. Az anguilla fajnév az etimológia szerint a latin anguis (kígyó) kicsinyítő képzős alakjából eredeztethető.
Életmódját tekintve úgynevezett katadrom faj, azaz a tengerben zajlik az ívása, de életének nagy részét édesvízben tölti. Az angolnákból összesen 19 faj él, ezek közül csupán egy honos Magyarországon. Hosszú évekig senki sem tudta megállapítani az ívás pontos helyét, de 1967-ben Erik Bertelsennek sikerült kisebb-nagyobb pontossággal megállapítani az angolna ívóhelyének pontos koordinátáit. Szerinte az ívás a Ráktérítő és a nyugati hosszúság 60. fok metszéspontjánál, a Sargasso-tengerben valószínű. Egyelőre nem lehet tudni pontosan, hogy az angolnák milyen mélységben ívnak, de a lárvafogási adatok szerint a legtöbb 200–500 méter közötti mélységből származik, így kutatóik ebben a mélységben tételezik fel szaporodásukat.
Méretét tekintve kivételes esetben egyméteresnél nagyobbra is nőhet, de átlagosan a 60–80 centimétereseket lehet kifejlettnek tekinteni. Táplálkozását tekintve ragadozó hal és fenéklakó mivolta miatt a víz mélyén előforduló kisebb állatokkal táplálkozik. Étlapján szerepelnek elsősorban: gyűrűsférgek, rovarlárvák, puhatestűek, rákok, apró halak és békák. Táplálékfogyasztása évszakról évszakra változik. Az alsóbbrendű rákokat márciustól novemberig csökkenő tendenciával, a puhatestűeket a nyár végétől novemberig, a halakat elsősorban június–július hónapban keresi.

## Származása és rendszertani helye
Az őslénykutatások szerint a csontos halak (Teleostei) első képviselői a földtörténeti középkorban a mezozoikum középső időszakban, a jura időszakban, körülbelül 150–120 millió évvel ezelőtt jelentek meg. Az angolnaalakúak rendjének fosszilis maradványait a mezozoikum felső krétakori rétegében találták. Az angolna igen primitív őse nagy valószínűséggel az Anguillausnak nevezett faj, amely megközelítőleg 120 millió évvel ezelőtt élt a mai Libanon területén. Különálló kis farokúszója volt, tehát a háti úszó és a hasúszó nem nőtt össze. Az angolnaalakúak evolúciója a tudósoknak sok fejtörés után sem tud sokat mondani. Még mindig folyik a kutatómunka az angolna rendjének eredetéről és leszármazásáról. Más renddel való rokonságot egyelőre nem sikerült találni.
Az angolna az angolnaalakúak (Anguilliformes) rendjébe és az angolnafélék (Anguillidae) családjába tartozik. A rendhez tartozó fajok hasi úszói hiányoznak, testük megnyúlt. Áttetsző leptocephalus lárváik a kifejlett állatoktól jelentősen eltérnek. Pikkelyeik nagyon aprók vagy hiányoznak. Úszóhólyagjuk ősi típusú, az előbéllel légjárat köti össze. 
Az angolnafélék családjához mérsékelt övi vagy szubtrópusi tengeri, és onnan édesvizekbe vándorló fajok tartoznak. Testük jellegzetesen megnyúlt, hengeres, kígyószerű. Háti, hasalatti és farokúszójuk összeolvadt. Vándorlásuk, ívásuk és a lárvák fejlődése egyedi módon megy végbe.

## Elterjedése

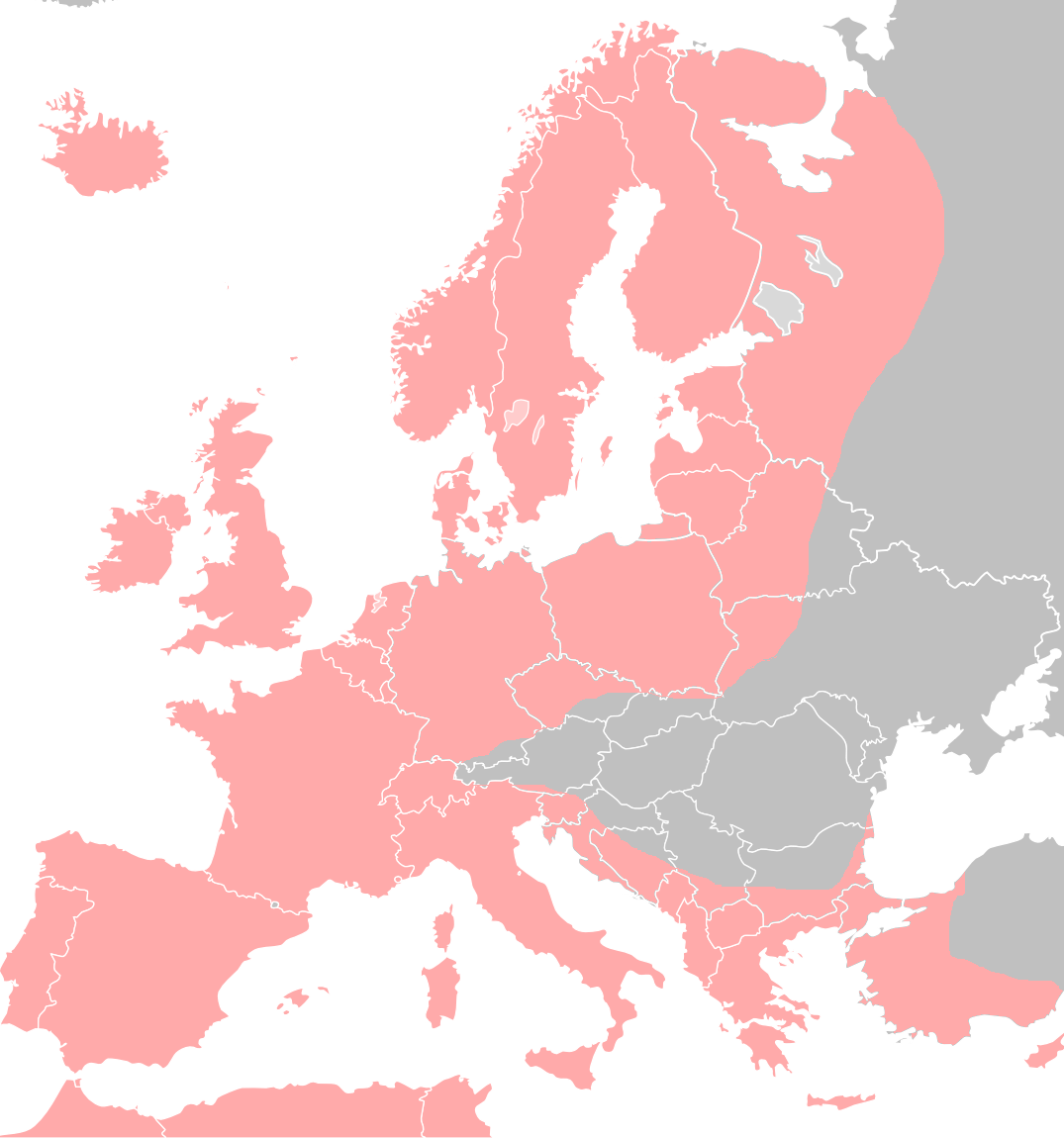
Az angolna elterjedése (telepítés nélkül) Európában

Az angolna Európában hagyományosan Nyugat-Európában, illetve Közép-Európa északi részén őshonos (Egyesült Királyság, Írország, Németország, Lengyelország, Hollandia, Franciaország, Olaszország), telepítéssel viszont már szinte Európa minden országában jelen van. Mivel katadrom hal, az édesvizű folyókban igen hosszú utat tehet meg a kontinens belseje felé. Erre jó bizonyíték, hogy még Szibéria folyóiban is találtak néhány élő példányt. Európán kívül még Észak-Amerikában, Kaliforniában és Dél-Amerikában, Brazíliában találtak nagyobb állományt. Néhány európai angolna él Japánban is, azonban ott inkább az Anguilla japonica az elterjedtebb.

## Veszélyeztetettségének okai
Az európai angolna a kihalófélben levő halfajok közé tartozik. Az 1970-es évektől kezdve az angolnák egyedszáma, körülbelül 90- vagy akár 98 százalékkal csökkent. Az állomány csökkenésének okai a túlhalászás, az élősködök, mint például az Anguillicoloides crassus érzékpálcás fonálféreg, a vízerőművek építése, és a természetes változások, amelyek az Atlanti-óceánban, a Golf-áramlatban és az Észak-atlanti-áramlatban történtek meg. A legújabb vizsgálatok eredménye a poliklórozott bifenillel (PCB) való környezetszennyezettséget is hibáztatja az európai angolna állomány csökkenéséért.

## Testfelépítés
Az élő szervezetek kapcsolata az élettelen környezettel, illetve az életközösségekkel tág alkalmazkodóképességet jellemez, amely alapjában véve meghatározza az adott faj egyedeinek és populációjának létét és földrajzi elterjedését. Az alkalmazkodás egyik legfeltűnőbb része a testalak, amelynek arányai jellemzik a faj egyedeit, lehetővé teszik a faj felismerését, és megkönnyítik az élőlények rendszerezését. A testalak – ha csak kis mértékben is – utalhat az élő szervezet környezetére és az életmódjára is.

### A fej
A fej felülről enyhén lapított, a száj felé elkeskenyedően kúpos, nyak nélkül kapcsolódik az állat törzséhez. A fej hosszát a fej legelső pontjától, az alsó ajakcsúcstól a legutolsó kopoltyú fedőlemez (operculum) hátuljáig számítják. A fej alakja szerint kétfajta angolnatípust különböztetünk meg: a hegyes fejűt és tompa fejűt. A legtöbb tudós a különböző fejvastagságot az eltérő életmódnak és környezeti viszonyoknak tulajdonítja, így nem két fajról, hanem ugyanarról beszélünk. A tompa, illetve a hegyes koponya kialakulása már ivadékkorban észrevehető. A két fejtípus között van egy bizonyos átmenet (intermidier), amely a keskeny és a széles fejformához sem sorolható.
Az angolnáknak a többi halfajtól különböző koponyafelépítést lehet megfigyelni. Ennek oka a felső állkapocscsont és a mögötte elhelyezkedő koponyacsontok összenövése. Egyedi a kisméretű kopoltyúfedő lemez és a kopoltyúívek kialakulása is. Mivel a kopoltyúívek igen keskenyek, a koponya mögött, viszonylagos alsó fekvésben helyezkednek el. Az angolna koponyájának csontos váza az állat szívósságára és rendkívüli alkalmazkodóképességére utal, hiszen ennek segítségével képes magát befúrni a mélyebben fekvő, keményebb iszapba is, valamint ennek segítségével még a vízparton is igen hatékonyan rejtőzködik, hiszen előnyös testfelépítésének köszönhetően kövek, esetleg kisebb növények közé is képes elbújni.
A koponya alakját követi az állat szájnyílása, az úgynevezett szájrés. A szájrés vonala szinte egybeesik a test tengelyéével, így a száj végállású. Az alsó állkapocs kissé előbbre nyúlik, mint a felső (ezért is mérik ettől az állat fejének méretét). A szájrés – kiterjedését tekintve – az állat nagyságához képest igen jelentős méretű, hiszen a szem középvonaláig terjed. A szájnyílást az angolna vastag ajkai szegélyezik.
Az alsó és felső állkapcson a fogak jellegzetesen, kefeszerűen helyezkednek el, innen a fogazat neve: kefefogazat. Az angolna fogai igen aprók, de annál hegyesebbek. A csontos halak többségével ellentétben nem nőttek szilárdan a felső és alsó állkapocscsonthoz, hanem csupán kötőszöveti szálakkal rögzültek az állat szájába.

### A törzs
Az angolna törzse a fejtől egyenletesen kiszélesedik, és hengerszerűen nyúlik. A fej-nyak kapcsolathoz hasonlóan az állat törzse átmenet nélkül kapcsolódik a farokrészhez, így a törzs terjedelmét a legutolsó kopoltyúfedő lemeztől a végbélnyílásig mérjük. A törzsön körülbelül egyforma méretű páros és páratlan számú úszók helyezkednek el. Az egyetlen páros számú úszó a mellúszó (pinna pectoralis), amely a legutolsó kopoltyúfedő lemez tövénél kezdődik. A páratlan számú úszók a hátúszó (pinna dorsalis), a farokúszó (pinna caudalis) és a farok alatti úszó (pinna analis). Az angolna úszóiból hiányoznak az úgynevezett kemény úszósugarak (az úszósugarak ízetlen és lágy sugarak a hal úszóiban).
A test fokozatos növekedésével a mellúszó mérete és alakja is változik. A visszavándorlási időszak előtt a mellúszó egyre jobban megnyúlik, majd ecsethez hasonló formát vesz fel. A mellúszók e sajátos fejlődési jellemzői támpontot adhatnak az angolna ivari, illetve vándorlási érettségének meghatározásához.

### A farok
A farok az angolna testének legutolsó testtája. A farok a farokvég felé oldalról lapítottá válik, és kis átmenettel éles csúcsban végződik. A farok hosszúságát így a végbélnyílástól a farok csúcsáig mérjük. Az angolna farokúszója homocerk felépítésű, külső alakja pedig látszólag szimmetrikus, de belső váza valójában részaránytalan.

## Kültakaró

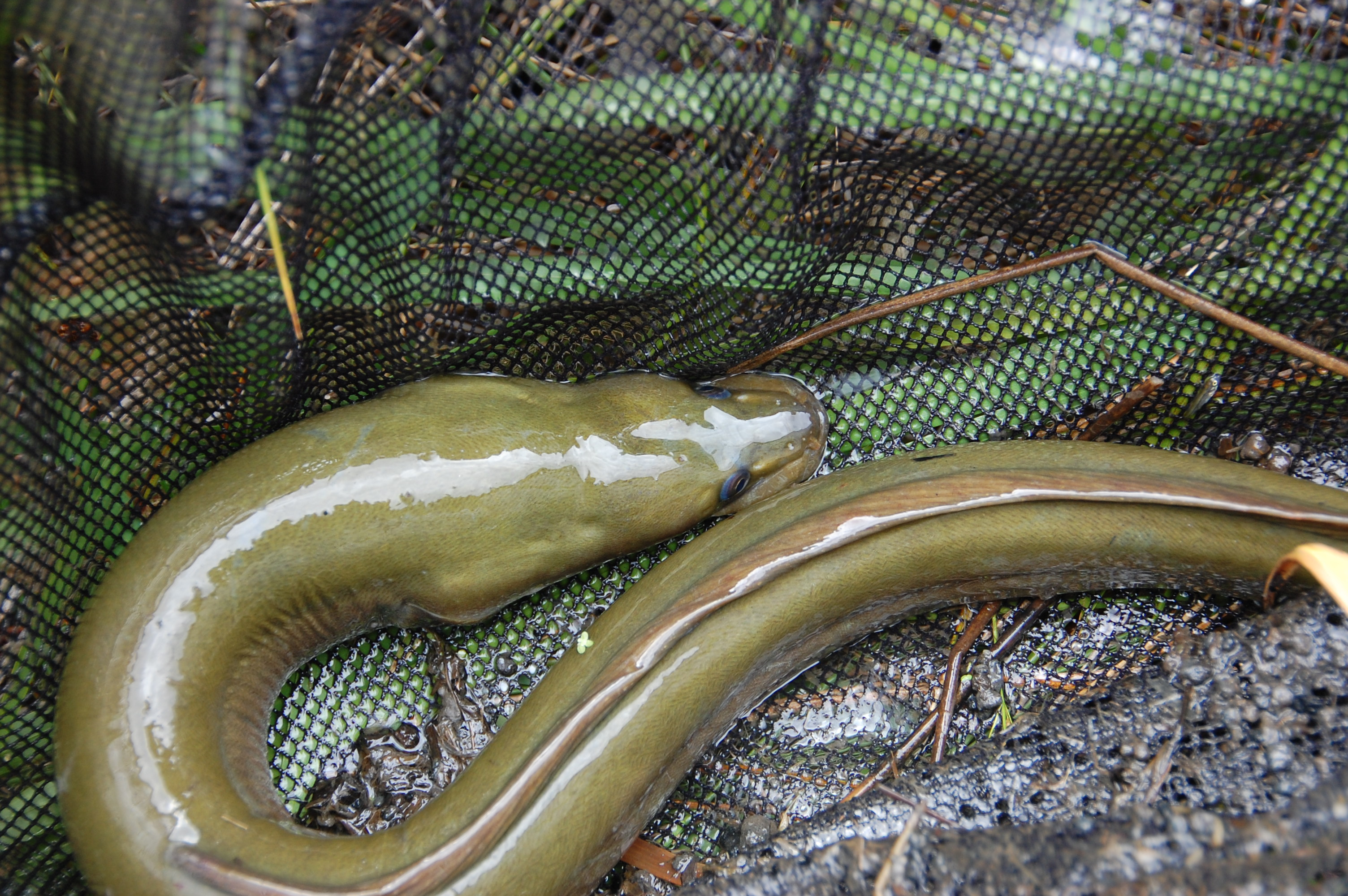
Egy Hollandiában kifogott angolna, merítőszákban. A képen jól megfigyelhető az állat nyálkás bőre.

### A bőr
Az angolna bőre nemcsak egy védelmi rendszer, hanem egyben idegvégződéseket tartalmazó és számos ingert felfogó hely. Az állat bőre két bőrrétegből áll: a külső hámrétegből (epidermis) és a sejtes szerkezetű, alatta elhelyezkedő kötőszöveti irharétegből (corium). A rétegek igen vastagok. A hámrétegben találjuk az úgynevezett nyálkasejteket. Ezek bocsátják ki azt az anyagot, amelytől az állat teste síkos, nyálkás. Minden egyes nyálkasejt csak egyszer ürül ki, ezután elhal. Közben a hámszövet alján már kifejlődnek az új nyálkasejtek, és miután ez megtörtént, kitolják a fent lévő elhaltakat. A nyálkaváladék vízzel érintkezve megduzzad, és befedi az angolna testét. A nyálkaburok védi az angolnákat a kiszáradástól, az élősködőktől és a kisebb sérülésektől. Ez teszi lehetővé, hogy az angolna rövid ideig a szárazföldön is életképes legyen. Az angolna belső irharétege sokkal bonyolultabb, mint a Magyarországon élő halak bármelyikéé, hiszen sokkal nagyobb számmal helyezkednek el hajszálerek, idegvégződések. Ide rögzülnek a pikkelyek, és itt halmozódnak fel a különböző festéksejtek.

### A pikkelyezettség
Az angolna bőrét laza elhelyezkedésű pikkelyek fedik. A pikkelyek beágyazódnak a hámrétegbe és az irha felsőbb rétegeibe. Elhelyezkedésük szabálytalan, általában parkettaszerű alakzatot mutat. Az állat pikkelye hosszúkás, ovális alakú. A legtöbb Magyarországon élő halfajjal szemben az angolna pikkelye alkalmatlan arra, hogy megállapítható legyen az állat életkora, csak más vizsgálatok után adhat pontos eredményt, ezért az angolna kormeghatározása a pikkelyek alapján igen nehéz feladat. Oka az, hogy az egyedfejlődés során a pikkelyek eltérő időben keletkeznek. Az állat első pikkelyei a 17 centiméteres hosszúság elérése körül jelennek meg (ekkor az állat csupán 5–8 grammos). A pikkelyek kialakulása a végbélnyílásnál indul meg, majd innen terjed tovább a törzsre, és legutoljára a fejen alakulnak ki. A pikkelyek nem látnak el védelmi feladatot, ezt a nyálkaréteg biztosítja.

## Belső szervek

### Táplálkozási szervek
Az angolnák emésztőszervei – a gyomor és a bélcsatorna – a hasi oldalon helyezkednek el, az úszóhólyag és az ivarmirigyek alatt. Az állat gyomra igen tágulékony, ezenkívül pedig orsó formájú, és kiterjedt vakzsákja van, ezért morfológiailag Y-gyomornak is nevezik. A nyelőcső, a gyomor, illetve a gyomor nyálkahártyája hosszanti irányban redőzött, a középbélben ez a redőzöttség azonban szabálytalan alakú. A bélcsatorna hossza igen változékony lehet, míg egyes egyedeknél a test 35%-át, másoknál akár a testhossz 60 százalékát is elérheti. Az angolna emésztése két szakaszra különül el. Az első részben a gyomor megtelik a frissen bevitt táplálékkal, a gyomor telítődik, majd erősen kitágul, a közép- és utóbél pedig kiürül, vagy már üres. A második részben a nagy mennyiségű bevitt táplálék a bélbe kerül, és a gyomorhoz hasonlóan felduzzasztja azt. Ez olyan mértékű táplálékot jelent, hogy a gyomor legtöbb felhalmozott tápláléka a bélbe kerül. Az angolna szakaszos emésztési ritmusa a vízhőmérséklet emelkedésével gyorsul, csökkenésével pedig lassul. Az állat bélcsatornáján keresztül jelentős a folyadékfelszívódás. Ez a jelenség megfigyelhető édes- és sósvízi környezetben is, azonban az édesvízi folyadékfelszívódás sokkal kisebb mértékű. A folyadékfelszívódás igen fontos szerepet tölt be a só- és vízháztartásban, ami segít alkalmazkodni a tengeri és az édesvízi körülményekhez is. Az ivarérettség elérésekor a táplálékfelvétel lassan, de biztosan megáll. Ezek után az angolna gyomorfala és bele elvékonyodik, és táplálkozásra alkalmatlan lesz. Az angolnák a vándorútjukon tehát csak és kizárólag a tartalékaikból élnek. Több kutató vitatja, hogy az európai angolnák képesek lennének megtenni a majd’ 7000 kilométeres utat az ívóhelyig. Állítások szerint a táplálékhiány miatt elgyengülnek, és a tenger eddig még fel nem kutatott helyein elpusztulnak.
Az angolna hasnyálmirigye a középbél tetején, a gyomor végén helyezkedik el. Az állat bélszakaszától igen eltér, mivel nem nőtt össze vele, és teljesen más, sötétebb színe van. Az angolna ezzel is jóval elkülönül a többi halfajtól, hiszen a legtöbb fajnál nem különül el a hasnyálmirigy a béltől, illetve a bélcsatornától. A halfajak többségének hasnyálmirigye szétszórt sejtcsoportokban működik. Egy kifejlett angolnában általában 50–60 milliméter hosszúságú, és 6–8 milliméter szélességű hasnyálmirigy található. Az állat hasnyálmirigyében számos véredény, nyirokedény és ideg található. Ezek szerkezetüket tekintve úgynevezett bogyós mirigyek. Működésileg külső elválasztású (endokrin) és belső elválasztású (endokrin) részből áll. A külső elválasztású rész emésztőenzimeket termel, a belső elválasztású pedig inzulint, amely a mellékvesék hormonjával együttműködve a szénhidrát-, és az anyagcserét szabályozza. Az angolna hasnyálmirigyének enzim- és hasnyáltermelése az állat táplálkozási viszonyaival egyetemben változik. Így a fiatalabb angolnák kis táplálékbevitele során a hasnyáltermelés kicsi, majd a vándorlás előtti bronzangolna korban megnő, az idősebb angolnáknál pedig erőteljesen lecsökken.
Az állat jellegzetes szervei még a máj és az epe. Az angolna mája a bélcsatornához csatlakozó, életfontosságú, egylebenyes mirigy, amelynek csupán a végén található egy kisebb befűződés, amely az állat máját kétcsúcsúvá teszi. Ez is egy fontos különbség, hiszen a legtöbb halfajnak nem tagolódik valódi részekre a mája. A májnak jut az egyik legfontosabb feladat, hiszen ez a szerv felelős az anyagcsere-folyamatokban a létfontosságú anyagok (például a fehérjék) tárolásában. Érdekesség, hogy a keskeny fejű angolnák sokkal nagyobb zsírkészletet tárolnak a májukban, mint a széles fejűek. A máj szabályozza az angolna véráramlását, és semlegesíti az állat szervezetébe került gyengébb mérgeket is. A máj váladéka az epe, amely az epehólyagban gyűlik össze, majd onnan időnként a középbélbe ürül. Az epeváladék a máj detoxikációjának melléktermékeit szállítja el, de fontos szerepe van a zsíremésztésben is. A máj és az epe fiziológiai tevékenysége az állat bizonyos életkoraiban változik meg jelentősebben, főleg amikor vándorútra indulnak. Ekkor az angolna májának feladata a raktározott anyagok véráramba juttatása.

### Keringési szervek
A szív (cor) a szívüregben található, a hasi oldalon a kopoltyúívek mögé ékelődve. Magát az állat szívét a szívburok veszi körül. Az angolna szíve a nyomószivattyú működéséhez hasonlítható, ritmikus összehúzódásával és elernyedésével a vér áramlásának irányát és sebességét irányítja. Az angolna szíve kétüregű, tehát egy pitvarból és egy kamrából áll. A szív lüktetését és folyamatos dobbanásait az automatizációs központok szabályozzák, melyek száma és elhelyezkedése az angolnánál jelentősen eltér a többi halfajétól. Egyes tudósok szerint az angolna szívében négy szabályozóközpont és ingerületi góc van. A szív tömege körülbelül az angolna testsúlyának 1%-át teszi ki. A szív tömegénél is kitűnik azonban a különbség a széles fejű és a keskeny fejű angolnánál: míg a széles fejűek szívének tömege 1,2%, a keskeny fejűeké csupán 0,8%. Az angolna szívverése a hőmérséklet növekedésével párhuzamosan nő: 5 °C hőmérsékleten az állat szíve 14-et, 10 fokon 20-at, 20 fokon 28-at, 28–30° Celsiuson pedig 95-öt lüktet percenként. Ebből az következik, hogy az angolnák hőmérsékleti optimumának felső határa 30 fok körül van. Az angolna testében van még egy úgynevezett nyirokszív is (a farki részben), amelynek feladata a szervezet nyirokrendszerében a szív felé áramló vér mozgásban tartása.

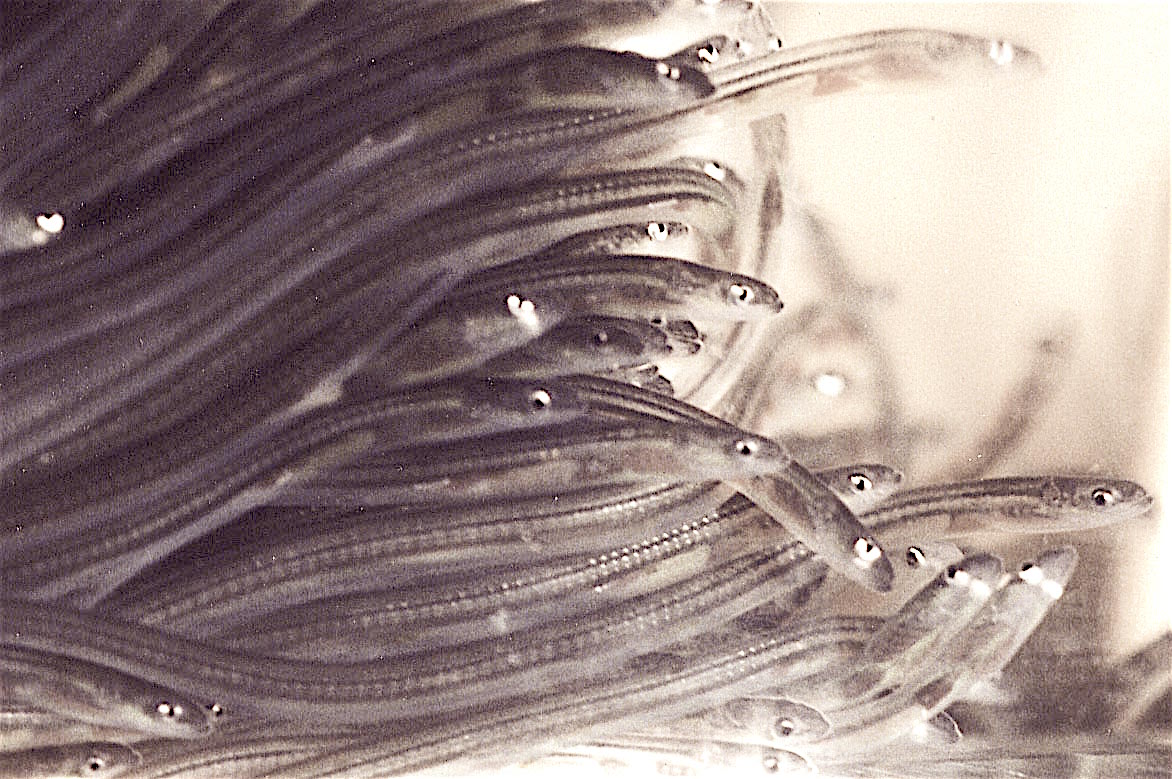
Üvegangolnák, nevüket átlátszó, üvegszerű testük miatt kapták

A vér nem is igazán szerv, azonban mindenféleképpen fontos a keringésben, mert ezáltal él az állat. A vér kering az állat szervezetében, és szállítja a tápanyagokat az éppen szükséges helyre. Az angolna vérének mennyisége több halfajéhoz képest is rendkívül magas, hiszen testsúlyának több mint 3%-át ez teszi ki. A vér mennyisége és eloszlása az állat egyedfejlődése során folyamatosan változik: az üvegangolna korban még csupán a testsúly 1%-át, pigmentálódás alatt már 2–2,5%-át míg a kifejlett állat testsúlyának már több mint 3%-át teszi ki. A vándorlási időszakban azonban (több mással együtt) a vér mennyisége jelentősen csökken. Az angolna vére két részből, a vérplazmából és az alakos elemekből áll. A vérplazma sárgás színű folyadék, ebben elvegyülve vannak az alakos elemek, amelyeknek nagy részét vörös vérsejtek alkotják. Az angolna szervezetében a vérplazma sokkal kevesebb, mint más halfajoknál. Az alakos elemek között háromfajta sejtet különbözetünk meg: a vörösvérsejteket, a fehérvérsejteket és a vérlemezkéket. Általában a nőstény egyedek rendelkeznek több vörös vérsejttel. Kutatók megállapították, hogy a sós víztől az angolna vére jelentős mértékben felhígul, ennek következtében nagy mennyiségben nő az alakos elemek száma is. Számos hiedelem terjedt el az angolna vérének mérgezettségről, melyek szerint még halált is okozhat. Azonban mára megállapították, hogy a vér csupán erős izomgörcsöket, szívritmus- és érrendszerzavarokat okozhat. Ennek ellenére igen kellemetlen, ha az állat vére a szembe kerül, ilyenkor javasolt orvoshoz fordulni.

### Idegrendszer
Az angolna idegrendszerének központja az agy és a gerincvelő, amelyeket együtt központi idegrendszernek is nevezünk. Az angolna agya számos különböző részre tagolódik. A főbb pontok az előagy, a középagy, a közti agy és a hátulsó agy. Az agyban legelöl található az előagy, amelyhez egy igen duzzadt szerv, a szaglólebeny csatlakozik. Ennek a lebenynek két szára a szaglógödrökhöz vezet. A halak előagya igen fejletlen, ezért a szagláson kívül másra szinte nem is használható. Az előagy mögött helyezkedik el az úgynevezett közti agy, amelynek aljáról egy kitűrődés indul ki, amelyet tölcsérnek nevezünk. Ennek a tölcsérnek egy fő függeléke a zsákocska, amely az állat vérnyomását szabályozza. A közti agyon található még a tobozmirigy is, amely a látószervekkel van kapcsolatban. A fejletlenebb előagy és a közti agy után egy jóval fejlettebb szerv, a középagy található, amely az állat látásának és mozgásának fő központja. A középagy mögött a kisagy helyezkedik el, amely az angolnában igen fejlett, és több fontos idegrost és hajszálér kapcsolódik bele. Az agyvelő legutolsó szakasza a nyúltagy, amely az agyat összekapcsolja a gerincaggyal. Számos fontos ideg és agyvelőideg-pár található meg rajta.
A nyúltagy által kapcsolódik az agyhoz az úgynevezett gerincagy, amely az agy egyik fontos szerve. A gerincagy az állat egész testén végigfut, hiszen ennek a segítségével képes a mozgásra. Két állományát különböztetjük meg: a szürkeállományt, amely idegsejtekből és idegrostokból épült fel, valamint a fehérállományt, amelynek velőhüvelyes idegrostjai az ingerületeket a nyúltagyhoz és a kisagyhoz továbbítják.
A központi idegrendszer és a test periferikus részei között a környéki idegrendszer létesít kapcsolatot. A környéki idegrendszert a gerincvelőből eredő idegek és az agyvelőből eredő idegek teszik ki. A gerincoszlop csigolyái között a gerincvelő szürkeállományából egy-egy gerincvelő ideg lép ki. Ezek az idegek a gerincen kívül újra egyesülnek, és mint érző- és mozgatóidegek jutnak tovább a belső szervekhez. Mindezeket a környéki idegrendszer védi. A környéki idegrendszerhez tartoznak még az úgynevezett vegetatív szervek – például a zsigerek, a nyelőcső, a gyomor stb. – működését szabályozó vegetatív, vagy együtt érző idegrendszerek is. A vegetatív idegrendszer ideghálózata olyan együttműködő és átfogó idegi tevékenységre képes, amellyel az irányítása alatt álló szervek akármelyike felé az ingerületet serkentő vagy gátló utasítással akár egyszerre több szerv felé is továbbítani tudja.

### Érzékszervek
Az angolnához hasonló szaglószervvel egy halfaj sem rendelkezik. A szaglásnak nagyon fontos szerepe van a táplálék kiválasztásában és megtalálásban. A két szaglógödör az állat arckoponyájának két oldalán található. Különlegessége a feltűnően sok, nagy felületű szaglóredő. A szaglóredők mennyisége és formája az angolna egyedfejlődése során fokozatosan változik. A szaglólemezek számos csillóval rendelkeznek, amelyek segítségével az állat intenzív vízáramoltatásra képes. Az angolna szaglószerve az érzékszervek közül a legfontosabb. Mivel az angolna az év nagy részében szagérzékeny, ennek köszönhetően már számos olyan szaganyagot fejlesztettek ki a horgászok számra, amellyel könnyen csalogatható az angolna. A tudomány ma három csoportba különíti az angolna által érzett szagokat: riasztó, csalogató, közömbös. Az angolnát megriasztja és elűzi a benzin, a terpentin, a petróleum és számos festék oldószere. Az állatot természetesen néhány anyaggal csalogatni is lehet, legfőképpen friss ikrával, gilisztával és néhány rákfélével. Szagérzékenységére jellemező adat, hogy az erősebb illatokat akár több trilliószoros hígításban is képes érzékelni. Az angolna inkább a nyári hónapokban, a tél végén és kora tavasszal szagérzékenyebb, viszont az őszi hónapokban a szaganyagokat csak többszörös töményítéssel képes érzékelni.
Természetesen az angolna is rendelkezik látószervvel, amely a koponya középtáján, a szájszeglet fölött néhány centiméterrel helyezkedik el. Az angolna vándorútjáig a szem nagyon gyenge és fejletlen – más halfajokhoz képest. Ezektől eltérően azonban az angolna képes a szem pupillanyílásának nagyságát szabályozni, ezáltal a szembe jutó fényerősséget is változtatni tudja. Az angolna retinájában megtalálható az édesvízi (porfiropszin) és a sós vízi (rodopszin) látási pigment is. Ezeknek a segítségével képes erősebb látótevékenységre a vándorút során. Az angolna fejlődése során a szem nagysága is folyamatosan változik, míg bronzangolna korban az állat csupán 2–3 milliméter átmérőjű, addig ezüstangolna korban több mint 10 milliméter átmérőjű szemmel rendelkezik. Emiatt lehet a szem nagyságából az angolna életkorára következtetni. Az állat szeme azonban még ezüstangolna korban sem közelíti meg más halak látóképességét, hiszen a szem teljesítőképessége az állat életmódjához alkalmazkodik. Mivel az angolna életének jelentős részét a mélyebben fekvő, sötétebb vízrétegekben tölti, nincs szüksége fejlettebb látószervre.
A halaknak nincs kifejezett hallószervük, csupán az úgynevezett belső fül érzékeli a külvilággal kapcsolatos rezgéseket, ezeket pedig az úszóhólyag segítségével juttatják el az idegrendszerbe. Az angolna belső füle a koponyában, a szemek mögött helyezkedik el. A „hallás” mellett még olyan létfontosságú feladatokat is ellát, mint az egyensúlyozás. Általánosságban az angolna füle a 400–600 Hz közötti rezgéseket képes érzékelni a belső füllel (ezzel jóval gyengébb a füle mint más halfajoknak), 150 Hz-ig pedig a rezgéseket a bőr tapintószervei és az oldalszerv érzékeli.

### Légzőszervek, légzés
Az állat talán legfontosabb szerve a kopoltyú, amelynek segítségével lélegzik. Az angolna kopoltyúfelépítése igencsak hasonlít a többi halfajéhoz, s nagyrészt emiatt csoportosítják a halakhoz. Az 5–5 kopoltyútűrés között 4–4 kopoltyúív helyezkedik el, ezek között találhatók az úgynevezett kopoltyúlemezkék. A lemezkék két sorban fekszenek a kopoltyúívek között. Egy átlagos, 1 kilogrammos angolna kopoltyúlemezei kiterítve több mint 1 négyzetméter nagyságúak. A kopoltyúlemezkék hajszálérhálózata egy igen vékony légzőhámon keresztül találkozik a kopoltyúüregbe áramló légzővízzel. A kopoltyúnak ezenfelül még fontos szerepe van mint kiválasztószervnek, hiszen az angolna többek között ezzel szűri ki a felesleges és káros ionokat szervezetéből.
A légzés során az angolna szájürege kitágul, a térfogata megnő, és a kopoltyúfedő vékony bőrlebenye a kopoltyúrést lezárja. Ennek következtében a víz nem jut ki az állat kopoltyúján, hanem a szájüregbe áramlik. Miután egy bizonyos mennyiségű víz beáramlott az állat szájüregébe, a szájnyílás bezáródik, az ajkak szájüreg felőli bőrlebenykéi pedig meggátolják a víz kiszivárgását. A kopoltyúfedők széthúzódnak, ezáltal a kopoltyúfésűk rései kitágulnak, ezen keresztül a víz a szájüregből a kopoltyúüregbe áramlik. Ezt a belégzést külső gázcserének nevezzük. Miután ez lejátszódott, kezdetét veszi a kilégzés, amely a belégzéshez hasonlóan komplikált. A kilégzés során a kopoltyúfedők visszaereszkednek, lesüllyednek, ezáltal a kopoltyúüreg térfogata csökken, ez felemel egy hártyát (branhiosztegális hártya), amely a szájüregből és a kopoltyúüregből kipréseli a vizet. Az angolnák 20 °C hőmérsékleten általában 15–20-szor ismétlik meg percenként. Amikor az angolna partra vetődik, úgynevezett atmoszferikus légzésbe vált át, amely során a kopoltyúüreg víz helyett levegővel telik meg, és az egész kopoltyútájék rendkívül megnő, felfúvódik. Ilyenkor azonban csupán 1–2 levegővétel figyelhető meg percenként. Ha az angolna száraz helyen ér partot, és nem tud visszajutni a vízbe, óhatatlanul elpusztul, de nedves fűben és párás környezetben órákig, akár napokig is életben maradhat.
Az úszóhólyag az állat merülési mélységének szabályozásában, manőverezésben és légzésében vesz részt. Az úszóhólyag fala kötőszövetből áll, ez számos rugalmas rostot és izomelemet tartalmaz, belülről pedig hámréteg fedi. A bélcsatorna és a gerincoszlop közé ágyazódva helyezkedik el. Az úszóhólyag elülső zsákja igen sok oxigént képes tárolni.

## Az angolna növekedése
| Testhossz (cm) | Testsúly (g)  | Testhossz (cm) | Testsúly (g)  |
| -------------- | ------------- | -------------- | ------------- |
| 6              | 0,30–0,33     | 40             | 115,0–135,0   |
| 7              | 0,30–0,45     | 41             | 130,0–160,0   |
| 8              | 0,35–0,50     | 42             | 135,0–175,0   |
| 9              | 0,45–1,00     | 43             | 140,0–180,0   |
| 10             | 0,85–1,70     | 44             | 145,0–195,0   |
| 11             | 1,50–2,80     | 45             | 150,0–210,0   |
| 12             | 1,55–3,20     | 46             | 170,0–220,0   |
| 13             | 2,00–3,50     | 47             | 180,0–240,0   |
| 14             | 2,50–4,50     | 48             | 190,0–240,0   |
| 15             | 3,50–5,50     | 49             | 200,0–240,0   |
| 16             | 4,00–7,00     | 50             | 200,0–250,0   |
| 17             | 5,00–8,00     | 51             | 200,0–260,0   |
| 18             | 5,50–8,50     | 52             | 210,0–300,0   |
| 19             | 6,00–10,50    | 53             | 260,0–300,0   |
| 20             | 8,00–12,50    | 54             | 260,0–320,0   |
| 21             | 10,00–14,50   | 55             | 260,0–350,0   |
| 22             | 12,00–16,00   | 56             | 300,0–400,0   |
| 23             | 13,00–20,00   | 57             | 310,0–420,0   |
| 24             | 17,00–23,50   | 58             | 300,0–450,0   |
| 25             | 18,50–26,00   | 59             | 310,0–450,0   |
| 26             | 20,00–28,50   | 60             | 340,0–500,0   |
| 27             | 22,00–32,00   | 61             | 400,0–550,0   |
| 28             | 26,00–34,50   | 62             | 400,0–550,0   |
| 29             | 27,00–36,00   | 63             | 450,0–600,0   |
| 30             | 29,00–38,50   | 64             | 450,0–600,0   |
| 31             | 30,00–45,00   | 65             | 450,0–600,0   |
| 32             | 35,00–55,00   | 66             | 450,0–650,0   |
| 33             | 42,00–58,00   | 67             | 500,0–680,0   |
| 34             | 50,00–65,00   | 68             | 560,0–690,0   |
| 35             | 55,00–70,00   | 69             | 600,0–750,0   |
| 36             | 65,00–85,00   | 70             | 650,0–850,0   |
| 37             | 80,00–100,00  | 71             | 725,0–970,0   |
| 38             | 90,00–120,00  | 80             | 1000,0–1150,0 |
| 39             | 105,00–125,00 | 85             | 1150,0–1550,0 |

Az angolna fejlődését bemutató életciklus vázlat

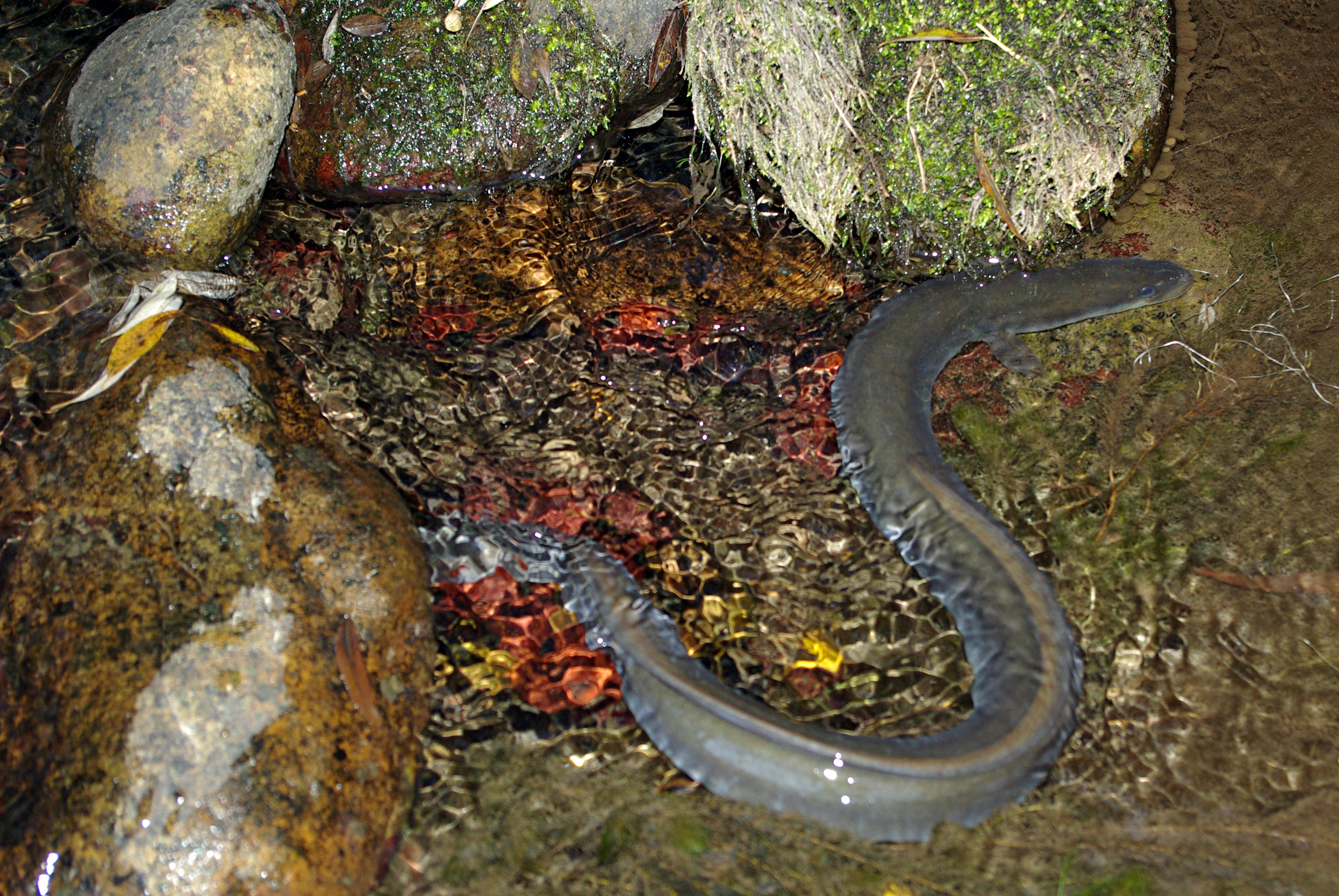
Európai angolna, Río Porma, León, Spanyolország

Az azonos életkorú angolnák között igen nagy növekedési különbségek lehetnek, sőt, az azonos méretű egyedek súlya is eltérő lehet. Az angolnák növekedési képességét számos dolog befolyásolhatja, a legfőbb négy dolog:
- Az állománysűrűség

Az állománysűrűséget ma már legtöbbször a telepítés határozza meg. Ha nagyszámú angolnát telepítenek, a magas népsűrűség egy ideig fennáll, és egy idő után dől el, hogy a környezet elbírja-e a telepítést vagy nem. Az előbbi esetben az angolnák lassan elszóródnak, elvándorolnak, illetve tovább gyarapodnak. Utóbbi esetben az állatok között nagy verseny indulhat meg az élőhelyért és a táplálékért, amelynek hatására a faj jelentős része vagy akár egésze halhat ki. A körültekintő telepítésekkel azonban elkerülhető az angolna túlnépesedése. Az állománysűrűségnek a 20–25 centiméteres hosszúság eléréséig a táplálkozási kihatásai szembetűnőek.
- A táplálkozási feltételek

Az angolna növekedését és fejlődését a táplálkozási feltételek határozzák meg. A túlnépesedés egyik nagy hátránya, hogy az egyedszám növekedésével párhuzamosan fogy az angolnák rendelkezésére álló élelem. Ennek hatására az egy korcsoportokon belüli egyedek között versengés alakul ki, amelynek „győztesei” az ideális táplálékot fogyasztják, a „vesztesek” pedig kénytelenek más táplálékforrás után nézni.
- A hőmérsékleti és oxigénviszonyok

Az angolna a megfelelő hőmérsékleti és oxigénviszonyok mellett igen gyorsan gyarapodik. Az ideális hőmérséklet 5–30 Celsius-fok között van, a hőmérséklet növekedésével azonban nő az állat szívverése, 30 fok fölött pedig már fennáll az elpusztulás veszélye is.

## Hagyományos vándorlása és szaporodása
A természetes környezetében élő angolna a katadrom vándorlás példája (katadrom: görög eredetű szó – „ami lefelé mozog”). A kizárólagos Sargasso-tengeri ikrázás és az azt követő kikelés után az angolna lárvái hosszú utat tesznek meg részben a Golf-áramlat segítségével Európa felé, részben az amerikai kontinenshez. Az ikrából először a kb. 0,5 centiméteres protoleptocephalus lárva kel ki, amely vándorlás közben alakul át 5 centiméteres, fűzfalevél alakú leptocephalus lárvává. 

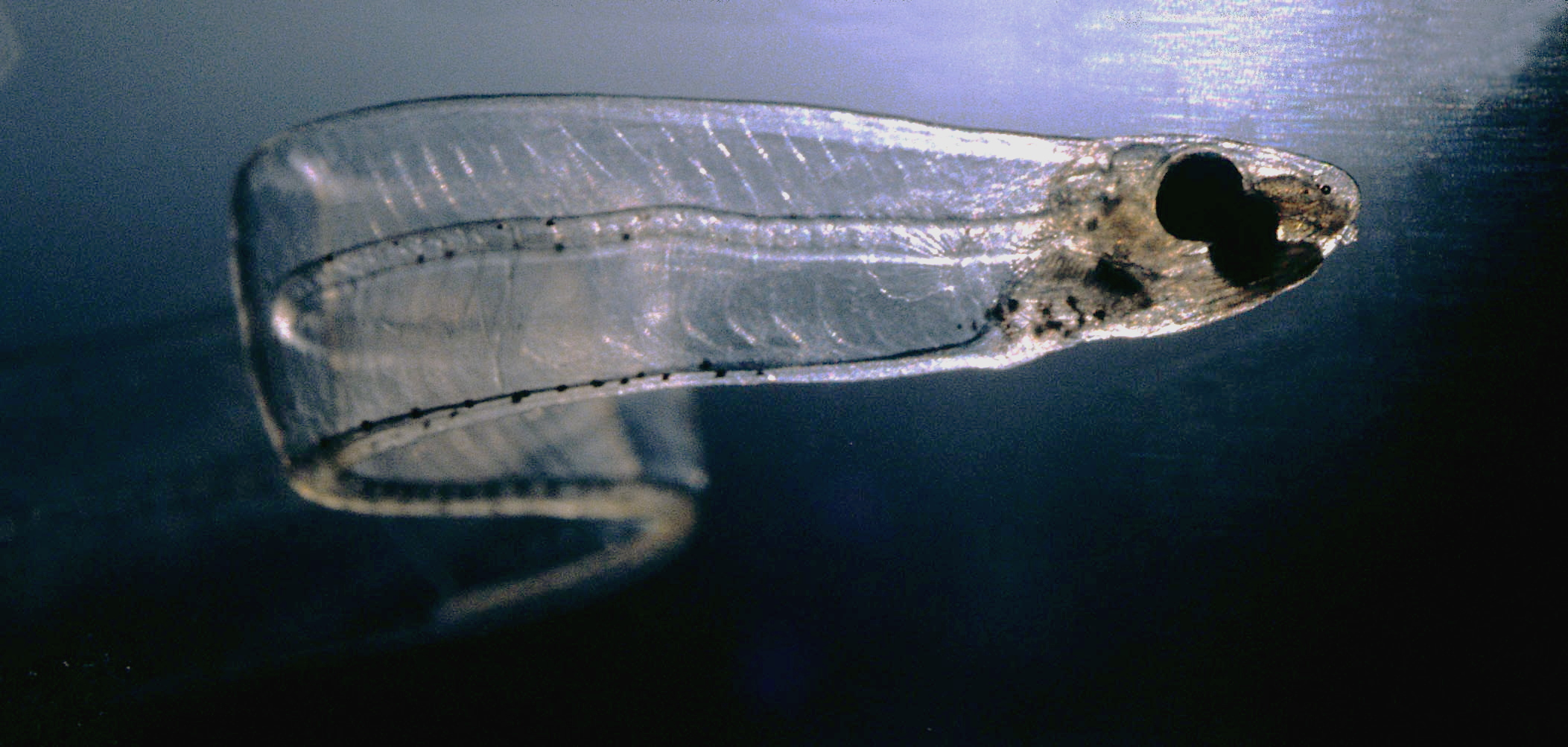
Fűzfalevél alakú leptocephalus lárva

Az apró, lebegő angolnaikrából kikelő 5 milliméteres lárva tovább lebeg és közben emelkedik fölfelé. Az ikra és a lárva lebegését, emelkedését az teszi lehetővé, hogy az ikra, illetve a lárva szikzacskója olajcseppet tartalmaz. Vándorlásuk során óránként akár 12 kilométert is megtesznek és éjszakánként a vízfelszín közelében úsznak, úgy, hogy közben a csillagok segítségével tájékozódnak.
Az eleinte fűzfalevél alakú, áttetsző testű lárvák átalakulása Európa közelében kezdődik. Lassan kialakul a felnőtt állatokra jellemző testforma, de még mindig hasznos a védelmet nyújtó áttetszőség. Így jön létre az „üvegangolnának” nevezett fejlődési stádium. Ez az átalakulási lépés jelentős ökofiziológiai változással jár. A tengeri lárvaformák a tengervízhez képest hipozmotikusak, azaz a táplálékkal és a testfelületen beáramló elektrolitok ellen a kopoltyú kloridsejt jeinek aktív ionkiválasztásával reagálnak. Az édesvízbe kerülve azonban az új környezethez képest a testfolyadék hiperozmotikus szabályozására van szükség, amit azzal érnek el, hogy az átalakulás során a kloridsejtek transzportfolyamatai megfordulnak.
Az üvegangolnák felvándorolnak a folyókba, és ott kifejlett „sárga angolnákká” alakulnak. Későbbi élőhelyeikre (a kontinens belsejébe) természetes, hosszú vándorlással kerülnek, az ember azonban manapság jelentős részüket – a vándorló ivadék tengeri folyótorkolatoknál történt lehalászása után – tavakba telepíti. Az átalakulás itt is tovább folytatódik, az élettértől függően keskeny fejű mindenevő, vagy széles fejű ragadozó alakokká különülnek el. Itt, az édesvizekben 2–20 évet tölthetnek. Az ivarérettség ismét mélyreható változásokkal jár: táplálkozásukat beszüntetik, bélrendszerük felszívódik, gonádjaik kifejlődnek, hátoldaluk sötétté, hasi részük világossá válik. Ezt a formát „ezüstangolnának” nevezzük. Ekkor újra elindulnak a Sargasso-tengeri ívóhelyük felé. Az ikrázás körülményeiről keveset tudunk, de valószínűleg néhány száz méteres mélységben történik. A faj érdekes vándorlási és szaporodási szokásainak oka feltehetőleg a földtörténeti kontinensvándorlásokkal hozható összefüggésbe. Az elképzelések szerint az ősi ívóhely az afrikai és dél-amerikai kontinens között helyezkedhetett el, ami fokozatosan vándorolt mai helye felé, ezt pedig a halak is követték. Másrészről az is feltehető, hogy az állatok az európai partoktól képtelenek megtenni ezt a hosszú utat ívóhelyükhöz, ezért a szaporulatot minden évben az amerikai kontinensről visszatérő állatok adják.

## Betegségek, kórokozók
Az angolnák betegségei igen ritkák (és azok is főként tömeges tartásban fordulnak elő), azonban nagyon veszélyesek. Ezeket főként baktériumok, vírusok, és paraziták okozzák. A magyar angolnatelepítések kezdetén a szakemberek tartottak tőle, hogy az állat nagy mértékű telepítésével esetleg a faj tömeges megbetegedését, kipusztulását okozhatják. Szerencsére azonban az angolna vastag, nyálkás bőre a legtöbb betegségtől védett. Ugyan vannak természetes ellenségei azonban testfelépítésének és alakjának köszönhetően még a nagyobb ragadozó halak kopoltyúrésén át is képes elmenekülni. Nem védett ennyire a különböző férgektől, amelyek a testnyílásokon juthatnak be és roppant károkat okozhatnak az állatoknak. Ilyen eset volt az 1991-es tömeges angolnapusztulás, amely során több mint 40 tonna angolna pusztult ki a Balatonból, egy veszélyes fonalféreg az Anguillicola crassus miatt. A főbb angolnabetegségek, és paraziták:
Vöröskór: Baktériumok okozzák az angolna vöröskórját. A tudomány kétféle vöröskórt különböztet meg, az édesvízit és a sós vízit. Utóbbi kórokozója a Vibrio anguillarum amely 2,5%-nél nagyobb sótartalmú, 20 Celsius-fok körül okozza az állat tömeges pusztulását. Ez az egyik legveszélyesebb angolnabetegség, hiszen az állat rövid időn belül elpusztul. Tünetei a bőr vöröses elszíneződése, amely főként az úszókon és végbélnyíláson figyelhető meg. Ha azonban a víz lehűl a pusztulás jó eséllyel megáll. Ma már több országban is van vakcina ellene. Az angolna édesvízi vöröskórját az Aeromonas punctata nevezetű baktérium és rokon fajai okozzák. Ezek a baktériumok már 0,75%-os sótartalmú vízben is megélnek, emellett pedig hőigényesek is. A betegség tünetei a bőr vöröses elszíneződése, fekélyek megjelenése, és a kifogás utáni gyors pusztulás.
Karfiolbetegség: Ez a betegség az 1910-es évek óta ismert, kórokozóját azonban még nem találták meg. Nagy valószínűséggel egy vírus, amely tömeges tartás esetén könnyen terjedhet egyik halról, a másikra. Maga a karfiol egy fehér vagy barna színű tumor, amely főként az állat állkapcsain és fején jelenik meg, emellett pedig folyamatosan nő. Az angolna életképességét nem rontja jelentősebb mértékben, azonban a fertőzött állatok lassabban nőnek, és soványabbak is az egészséges példányoknál. Gyakran úgy védekeznek a betegség továbbterjedésétől, hogy a beteg, tumoros állatokat egybe gyűjtik és elpusztítják.
Darakór: Az angolnák jellegzetes betegsége, amelynek kórokozója az Ichthyophtirius multifiis fouquet nevezetű csillós véglény, amely 1 - 2 milliméteres nagyságával a néhány centiméteres üvegangolnán könnyen észrevehető. Ez a parazita az állat bőre alá mászva felszedi a táplálékot, majd kifejlődésének befejeztével kifúrja magát az angolna bőréből, és sejtosztódással több száz, akár ezer utódot hoz létre.

## Az angolnatelepítések

Európa fő angolnatenyésztő országai.

### Külföldi telepítés és gazdálkodás
Az angolnatelepítések előfutára külföldön az egyre jobban elterjedő pisztrángtenyésztés, mivel ennek a halfajnak a tenyésztésénél felhasznált módszereket fejlesztették tovább, s terjesztették ki több halfajra is. A gazdaságok ma már szinte minden halfaj tenyésztésére képesek. A földön a legrégebben Japánban kezdtek intenzív angolnatenyésztésbe, amikor is 1865-ben Fukuda város mellett egy folyó holtágát jelölték ki erre a célra. Mára a japán angolnatenyésztő telepeknek a száma meghaladja az ezret, ezek java részében az őshonos Anguilla japonica (japán angolna) fajt tenyésztik. A tenyésztés lassan átterjedt a legtöbb távol-keleti országra (Tajvan, Új-Zéland, Fülöp-szigetek), onnan pedig eljutott Amerikába és Európába is. A legtöbb ország a saját maga által kidolgozott és fűszerezett táppal végzi az állatok takarmányozását, ennek köszönhetően igen eltérő lehet az állatok növekedése. 
Az angolnatenyésztésre a legnépszerűbb módszer a japánoktól átvett háromlépcsős módszer. Első fázisban az üvegangolnák nevelése kezdődik meg, aminek végén a fejlett (előnevelt) állatokat természetes környezetben szabadon engedik, vagy intenzíven nevelik tovább. A második fázis meleg vizű betonmedencékben történik, amely során az angolnákból tenyészanyagot nyernek. A legutolsó lépcsőben az angolnát piaci angolnává nevelik, amelynek köszönhetően már jó áron lehet eladni a kifejlett példányokat. Ez a művelet inkább tavakban zajlik.

### Hazai telepítés és gazdálkodás
A magyar angolnagazdálkodás 1961-ben indult meg. Ekkortól kezdve a magyar gazdálkodók rendszeresen telepítenek angolnát a hazai vizekbe is. Az első telepítések, amik hatással voltak a magyar tenyésztőkre, 1957-ben történtek a Fertő tó osztrák részén. Ezek felkeltették a magyar gazdálkodók és kereskedők érdeklődését, és négy évre rá, 1961-ben már megkezdődtek a nagymértékű angolnatelepítések a Balatonban is. A hazai angolnatenyésztés beindításában jelentős szerepe volt Ribiánszky Miklósnak, az Országos Halászati Felügyelőség igazgatójának, aki pontos tervet készített a telepítés helyéről, és munkásságával nagyban hozzájárult a magyarországi angolnatelepítések sikerességéhez.
- 1961 és 1991 közötti harminc évben összesen 83 millió angolnaivadék került a Balatonba.
- 1962-ben telepített 35 grammos ivadék angolna:[36]

- - Velencei-tó – 96 000 db
  - Soroksári Duna-ág – 31 000 db
  - Faddi holtág – 6400 db
  - Szelidi-tó – 3500 db
  - Abdai holtág – 1600 db
  - Körösi holtágak – 1600 db
  - Tihanyi Belső-tó – 1600 db
- 1963-ban telepített üvegangolnák:[37]
  - Velencei-tó – 1 640 000 db
  - Körösi holtág – 200 000 db
  - Faddi holtág – 170 000 db
  - Tolnai holtág – 100 000 db
  - Tihanyi Belső-tó – 70 000 db
  - Szelidi-tó – 70 000 db
  - Tatai Cseke-tó – 1000 db

Ma már úgy tűnik, hogy a telepítésekkor nem vették kellőképp figyelembe a faj ökológiai igényeit, ezért sok őshonos halfajunk jelentős táplálékkonkurensévé vált, másrészt az oxigénhiányra és parazitás fertőzésekre való érzékenysége miatt nagy részük kipusztult.
A drasztikusan megnövekedett angolnaállomány jelentős mértékben lekötötte a Balaton bentikus táplálékkészletét, ezáltal konkurensévé vált más őshonos halfajoknak. A  kárt okozó telepítés megszünte után, akár még 50 év múlva is lesz egy-egy példány a tóban.

## Az angolna horgászata
Az angolna éjszakai ragadozó, azonban nappal is gyakran indul élelemszerző körútra. Noha a legtöbb kapitális angolnát nappal fogják ki, az éjszakai horgászat nagyobb szerencsével jár. Éjszaka feljönnek egészen a vízfelszín közelébe, és ott ragadozzák az apró küszöket, ilyenkor hallani az apró, cuppogós rablásokat. Nem lehet összetéveszteni, mert más halfajok jóval hangosabban rabolják zsákmányukat. Az időjárás is befolyásolja az angolna kapókedvét, mivel meleg napos időben kevésbé, esős, szeles időben annál inkább horgászható. Mélyebb tavakban a hajnali órákban is aktívak lehetnek.
Az angolna horgászatára legtöbb esetben csak a fenekező horgászmódszert alkalmazható, hiszen az állat csak éjszaka jön a vízfelszín közelébe. Az angolna fárasztása csupán annyiból áll, hogy egyenletes húzással, pumpálva, távol tartsuk a halat a fenéken lévő akadályoktól, amiben megkapaszkodhat, rátekeredhet. Ha a fárasztás sikeres, az angolnát könnyen kiemelhetjük. Emelőszákot használni nem célravezető, mivel a hal nyálkás bőrével teljesen összepiszkítja a hálót, illetve könnyedén kibújhat belőle. Másrészt nem gyakori az 1–2 kilogrammnál nehezebb angolna, így egy közepes erősségű bot sem törik el kiemelése során. Egyszerűbb, ha a zsinórt megragadva az állatot megpróbáljuk a partra húzni. Néhol az esernyőtrükköt alkalmazzák, ami abból áll, hogy az angolnát egy kinyitott és a vízre tett esernyőbe húzzák bele, ahonnan nem tud kijutni, mert az esernyő csúszik, és a hal nem tud sehol megkapaszkodni (erre célszerű elnyűtt esernyőket használni). A halat, kiemelése után újságpapírral vagy kesztyűvel célszerű megragadni, jó erősen a feje mögött, és a horgot ezután lehet kiszabadítani.

## Az angolna halászata
Az angolna főként az iszapos, puha aljzatú mederben érzi jól magát. Azonban itt is inkább a kisebb tuskók, és vízi növények mögé bújva. Az állat a gyorsan felmelegedő öblöket, parti zónákat szereti ahol sok a növényzet. Éppen ezért lehet hatásos az angolna varsás halászata, az ilyen varsák egyik legfontosabb része a kapu, ez a varsa bejárata amely lehet kör, négyzet, vagy akár patkó alakú is. A kapuhoz kapcsolódik a garat és a szárny, amelynek feladata a hal terelése, a fogógarat felé. Itt a hal fogságba esik.
Az angolnahalászat ideje kora tavasz és késő ősz közé esik, a legsikeresebb fogóeszköz pedig az angolnafogó tavi varsa, de elterjedt módszer az angolnababa (a baba igazából egy vízfelszínen lebegőt tárgy, amely lehet több fadarab vagy akár egy zárt műanyagpalack is. Ebből lóg ki a vízmélységnél kétszer hosszabb zsinór végén a horoggal, emiatt hívjuk ezt horgos halászati módszernek. Figyelni kell arra, hogy a damil nagy részét fel kell tekerni, nehogy leérjen a vízfelszín aljára), a csapdázás (több varsából álló rögzített halcsapda), a hálóval való halászat, és az elektromos halászat is. Ma már azonban az angolnát igen ritkán halásszák, és csupán tengereken, így a módszerek nagy része már elavultnak számít.

## Az angolna mint étel
| Faj       | Ehető részarány | A 100 dkg ehető részhez szükséges tömeg |
| --------- | --------------- | --------------------------------------- |
| Angolna   | 70%             | 143 dkg                                 |
| Lazac     | 64%             | 156 dkg                                 |
| Hering    | 63%             | 159 dkg                                 |
| Ponty     | 55%             | 182 dkg                                 |
| Pisztráng | 50%             | 200 dkg                                 |

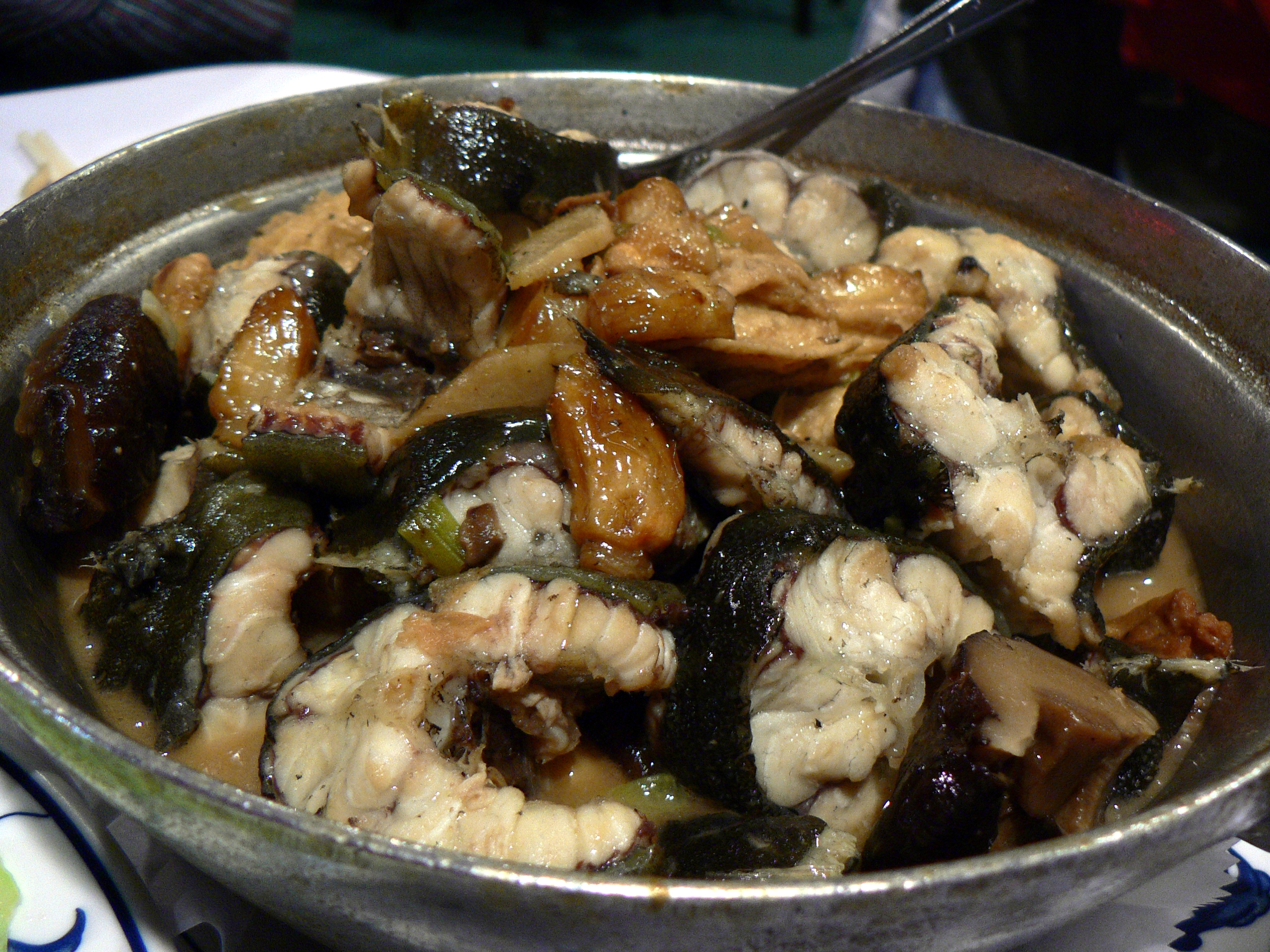
Az angolna egy elkészítési módja. A képen fokhagymával főzött angolna látható.

Az angolna az egész világon kedvelt táplálék, a halászok igen értékesnek tartják. Bár számos országban mindennapi tápláléknak számít, akadnak országok, ahol csak nagyon ritkán, vagy egyáltalán nem fogyasztják. Amerikában és Ausztráliában nem tartják sokra az angolnát, és nem is fogyasztják. Ezzel szemben például Japánban és Németországban a legkeresettebb és legdrágább élelmiszerek közé tartozik, egy közvélemény-kutatás alapján a haltermékek közül az egyik legnépszerűbb. Magyarországon a 30–50 dekagramm közötti angolnákat fogyasztják; halászlébe, pörköltbe keverve fogyasztják a legtöbben. Európa más helyein (például Németországban) a füstölt angolna fogyasztásának van hagyománya, míg Franciaországban a néhány centiméteres angolnákat tojásos omlettbe keverve tálalják. Az angolna teste zsírban dús, azonban ennek eloszlása egyenlőtlen. Ma már az angolnát gyakran konzerválják, és a legjobb halkonzervek közé tartozik. Jó minősége ellenére az angolna fogyasztása az állományának csökkenése miatt az utóbbi években visszaesett.
Néhány angolnából készült étel:
- Angolna bakonyi módra[41]
- Diós angolna[42]
- Tejfölös angolna[43]
- Angolna vajjal[44]
- Angolna pácolva[45]
- Angolna franciásan[46]
- Sült angolnadarabok[47]
- Angolnapaprikás[48]
- Aszpikos angolna[49]

## Galéria

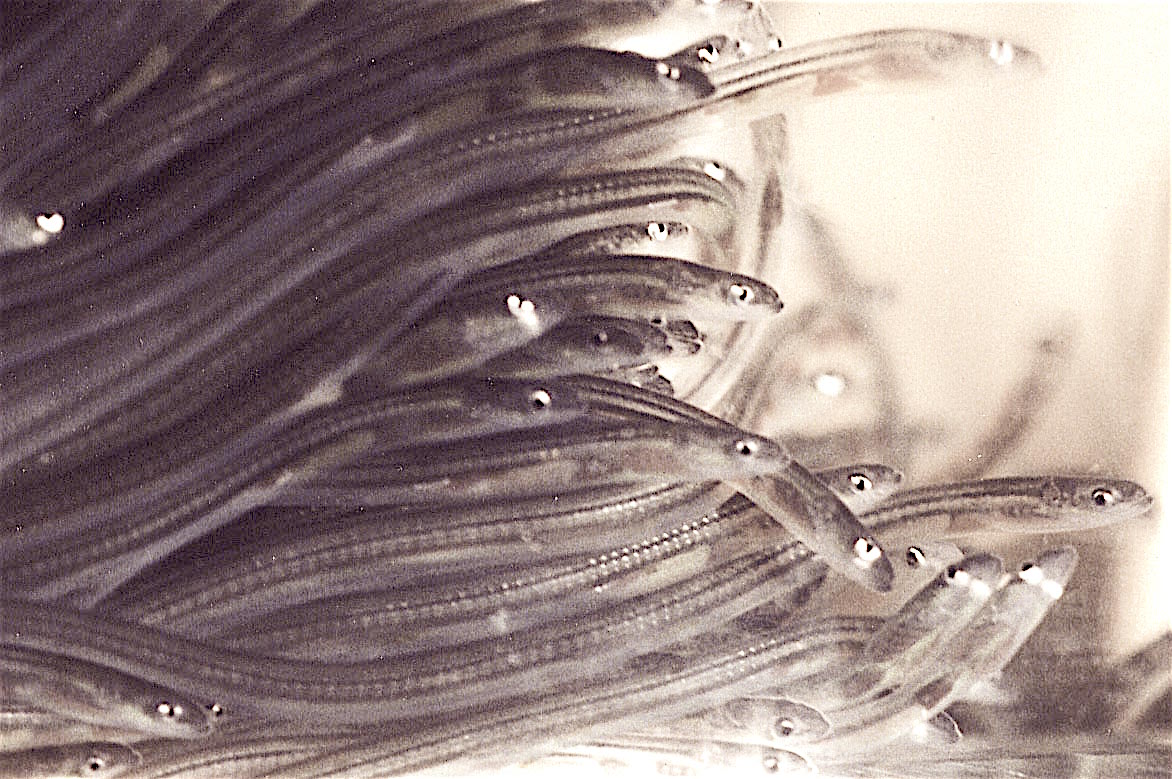
Üvegangolnák: fiatal angolnák
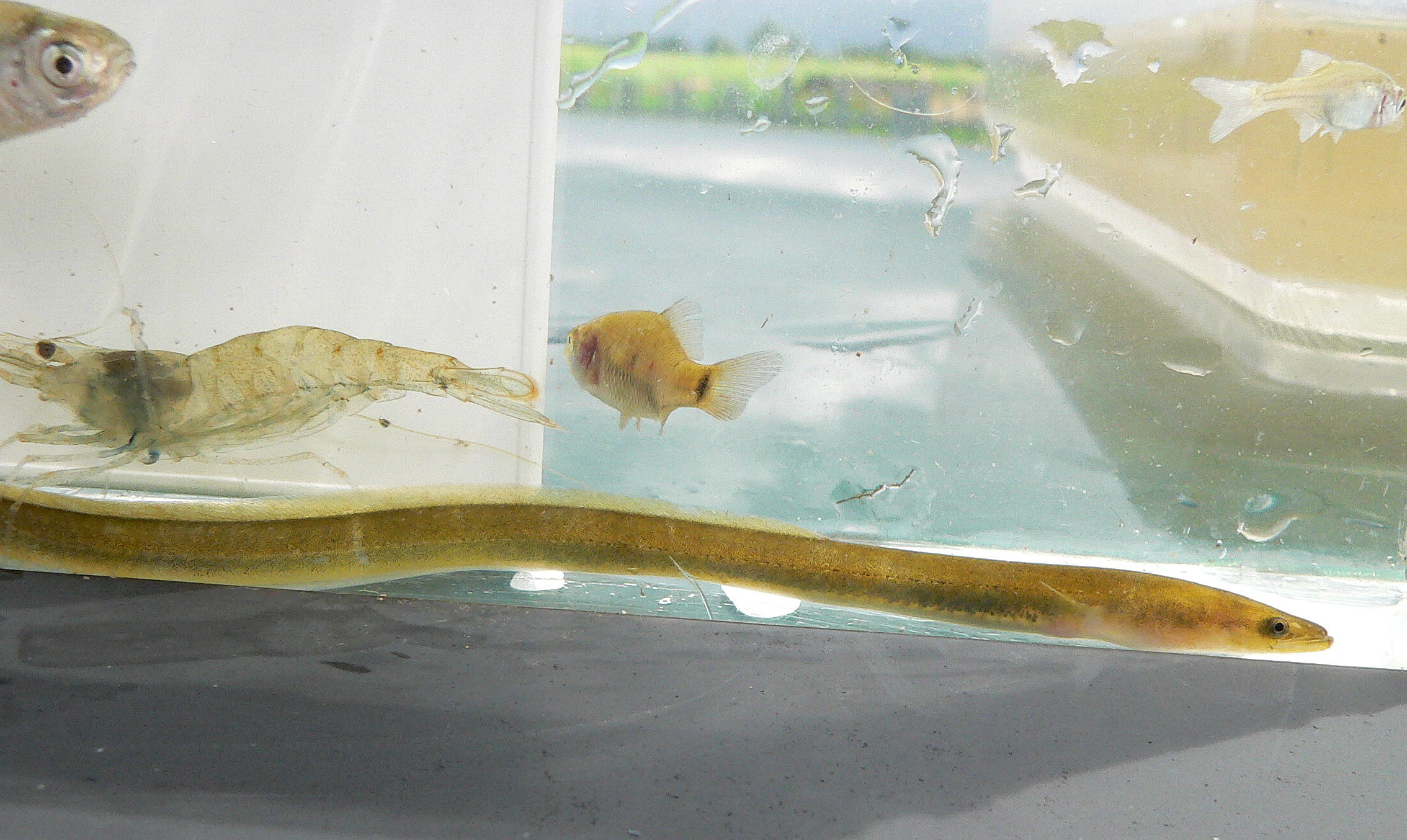
Egy fiatal sárga angolna, akváriumban
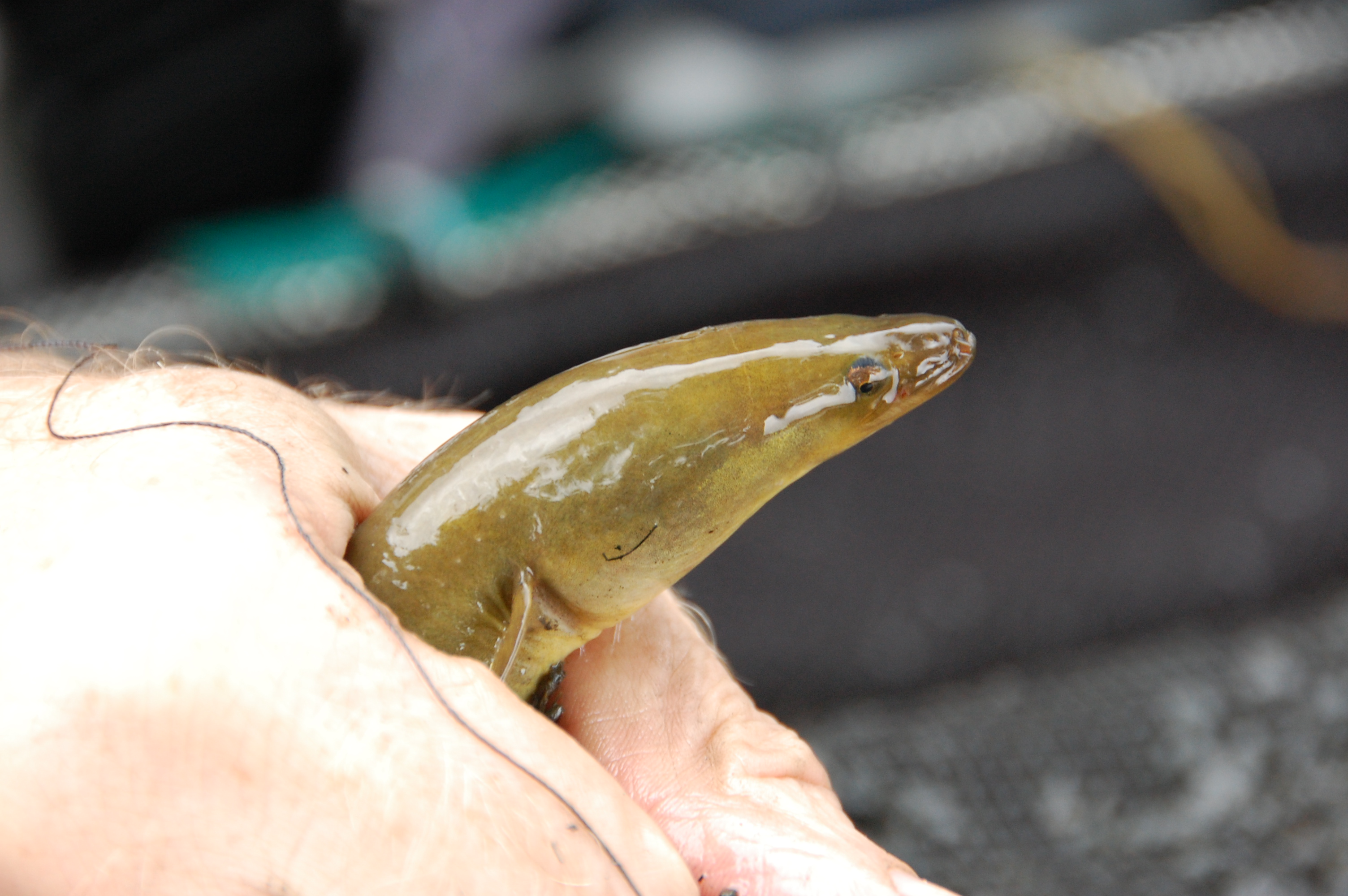
Egy közepes méretű (40 cm-es) kifogott angolna
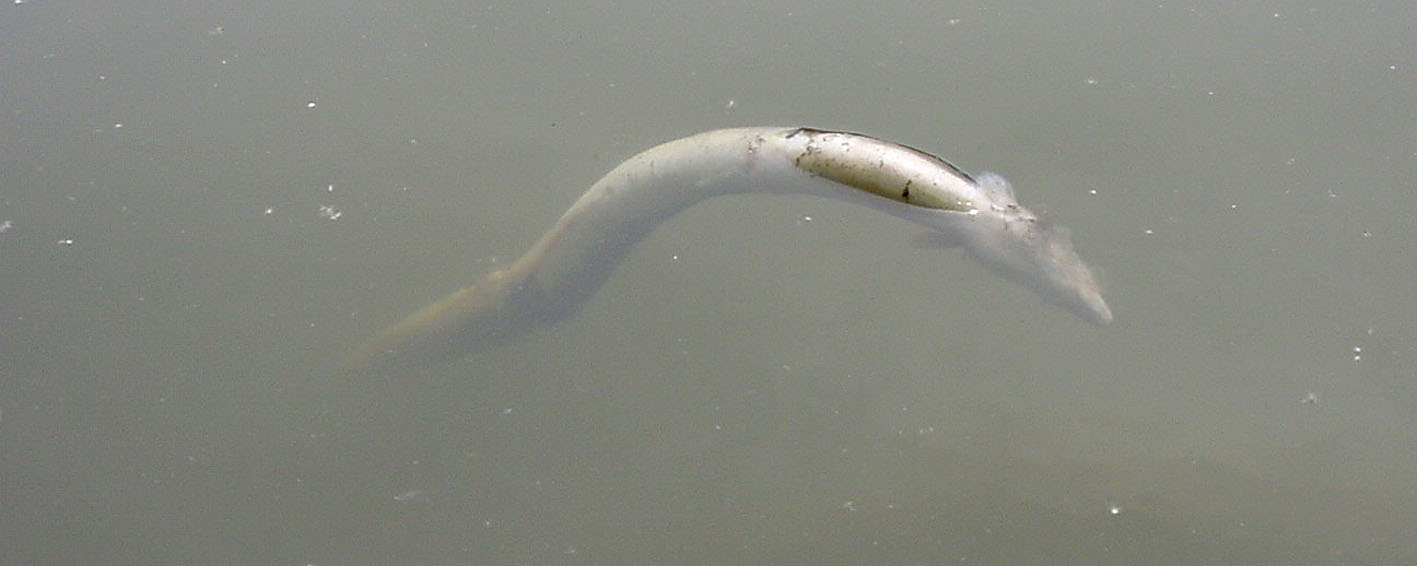
Egy elpusztult angolna

### Internetes leírások az angolnáról
- A faj szerepel a Természetvédelmi Világszövetség Vörös Listáján. IUCN. (Hozzáférés: 2011. július 21.)
- A faj adatlapja a FishBase oldalán. FishBase. (Hozzáférés: 2011. július 21.)
- A taxon adatlapja az ITIS adatbázisában. Integrated Taxonomic Information System. (Hozzáférés: 2011. július 21.)
- European Eel Anguilla anguilla (Linnaeus, 1758) (angol nyelven). BioLib.cz. (Hozzáférés: 2011. július 21.)
- Anguilla anguilla (Linnaeus, 1758) (angol nyelven). FishWise. (Hozzáférés: 2011. július 21.)
- Anguilla anguilla (Linnaeus, 1758) (angol nyelven). Fauna Europea. [2008. december 11-i dátummal az eredetiből archiválva]. (Hozzáférés: 2011. július 21.)
- Anguilla anguilla (Linnaeus, 1758) (angol nyelven). WoRMS World Register of Marine Species. (Hozzáférés: 2011. július 21.)
- Anguilla anguilla (Linnaeus, 1758) (angol nyelven). FAO Fisheries and Aquaculture Department. (Hozzáférés: 2011. július 21.)

### Ajánlott irodalom

#### Magyar nyelvű
- Dudich Endre, Loksa Imre. Állatrendszertan. Budapest: Tankönyvkiadó (1987). ISBN 963-18-0543-3
- Papp László. Zootaxonómia. Budapest: Állatorvostudományi Egyetem (1996)
- Deckert, Kurt et al.. Uránia állatvilág: halak, kétéltűek, hüllők. Budapest: Gondolat Kiadó (1974). ISBN 963-280-138-5
- Géczy Barnabás. Őslénytan. Budapest: Tankönyvkiadó (1989). ISBN 963-17-6674-8
- Ábrahám Ambrus. Összehasonlító állatszervezettan I–II.. Budapest: Tankönyvkiadó (1964)
- Felföldi Lajos. A vizek környezettana. Általános hidrobiológia. Budapest: Mezőgazdasági Kiadó (1981)
- Herman Ottó. A magyar halászat könyve I–II.. Budapest: Természettudományi Társulat (1887)
- Jankó János. A magyar halászat eredete I–II.. Budapest, Lipcse: Hornyánszky–Hiersemann (1900)
- Kuruc Andor. A tengerek földrajza. Budapest: Műszaki Könyvkiadó (1982)
- Lányi György. A hal mint élőlény és mint táplálék. Budapest: Mezőgazdasági Kiadó (1968)

#### Idegen nyelvű
- Barthelmes, Detlef. Hydrobiologische Grundlagen der Binnenfischerei. Jena: VEB G. Fischer Verlag (1981). ISBN 3-437-30330-9
- Brandt, Andres von. Fish Catching Methods of the World. London: Fishing News Ltd. (1972)
- szerk.: Brown, Margaret E.: The Physiology of Fishes I–II. New York: Academic Press Inc. (1957)
- Deelder, C. L.. Synopsis of Biological Data on the Eel (1984). ISBN 92-5-102166-X
- Matsui, Isao. Theory and Practica of Eel Culture. Rotterdam: A. A. Balkema (1982). ISBN 90-6191-036-6
- Müller, Horst. Die Aale. Westarp: Wissenschaftenverlagsgesellschaf (2005). ISBN 3-89432-823-1
- Ravagnan, G.. Elementi di Valicultura Moderna (1978)
- Riedel, Dietmar. Fisch und Fischerei. Stuttgart: Verlag E. Ulmer (1974). ISBN 3-8001-7512-6